# Saar-Pfalz Braves
Die Saar-Pfalz Braves (früherer Name Kaiserslautern Braves, von engl. (the) braves = (die) Mutigen) waren eine Basketballmannschaft aus Homburg. Bis 2012 spielten sie in der Liga ProA.

## Geschichte
Die Saar-Pfalz Braves entstammten der Basketballabteilung des 1. FC Kaiserslautern. Die im Jahr 2007 gegründete Kaiserslautern Braves GmbH übernahm nach der Saison 2006/07 die Lizenz der 1. Herrenmannschaft des 1. FC Kaiserslautern für die 2. Basketball-Bundesliga. Somit waren die Braves und der 1. FCK rechtlich voneinander getrennt und nur noch Kooperationspartner im Amateur- und Jugendbereich. Die nunmehrige A-Mannschaft des FCK (frühere B-Mannschaft) spielt in der  Oberliga Rheinland-Pfalz/Saar.
Die Basketballabteilung des 1. FC Kaiserslautern wurde in den 1950er-Jahren gegründet. Den großen Durchbruch schaffte die A-Mannschaft der Herren in der Saison 2001/02 mit dem Aufstieg in die 2. Basketball-Bundesliga Süd. Zum Abschluss der ersten Zweitligasaison belegte das Team den 16. Platz und der Klassenerhalt konnte nur durch den Rückzug von Eintracht Frankfurt aus dem Ligabetrieb gesichert werden. Nach einem 13. Platz in der Spielzeit 2003/04 konnten sich die Baskets in der 2. Liga etablieren und schlossen die Spielzeiten 2004/05 und 2005/06 jeweils auf einem guten vierten Platz ab. In der Saison 2006/07 spielte der FCK lange um den Aufstieg in die erste Liga mit, musste sich aber letztendlich mit der Vizemeisterschaft in der 2. Liga Süd begnügen. Mit diesem Zweiten Platz in der Abschlusstabelle hatte sich der FCK jedoch für die neu geschaffene eingleisige Zweite Liga (ProA) qualifiziert.
Nach dieser Saison erfolgte die Ausgliederung aus dem 1. FCK und die Umbenennung in Kaiserslautern Braves. Zusätzlich erfolgte eine Umfirmierung von Vereinsbetrieb in eine GmbH. Mit Austragung der Heimspiele in Homburg ab Beginn der Saison 2008/2009 trat der Verein zunächst unter dem Namen teckpro Braves an.
Seit der Saison 2009/2010 waren die BRAVES komplett nach Homburg umgezogen und traten unter dem Namen Saar-Pfalz Braves weiterhin in der zweiten Basketball-Bundesliga ProA an. Mit Nenad Josipović konnte ein ProA- und BBL erfahrener Coach verpflichtet werden. Von der neuen Geschäftsstelle in der Berliner Str. 130 in Homburg wurden von nun an die Fäden gezogen und die Organisation entwickelt. Für die laufende Saison war die Schaffung von Strukturen und eine Platzierung im oberen Tabellendrittel das erklärte Ziel der Braves-Verantwortlichen. Nach einem schwachen Start in die Saison 2011/2012 wurde Trainer Nenad Josipovic im Dezember 2011 von seinen Aufgaben entbunden.

## Spielstätte
In der Saison 2007/2008 war die Sporthalle der Technischen Universität Kaiserslautern Austragungsstätte der Heimspiele. Seit der Saison 2008/2009 war das Sportzentrum Erbach mit einem Fassungsvermögen von 3.900 Zuschauern die Heimspielstätte der Braves.

## Rückzug
Wegen finanzieller Probleme durch den Wegfall zweier Hauptsponsoren erklärte der Geschäftsführer Ende Juni 2012 den Rückzug vom Spielbetrieb.

## Bekannte ehemalige Spieler
- Maik Zirbes (Brose Baskets/ GER)
- Clifford Crawford
- Whit Holcomb-Faye (Aris Leeuwarden/ NED)
- Jeremy Hunt (Aris Saloniki/ GRE)
- Nick Larsen (Dragons Rhöndorf/ GER)
- Chris Oliver (JSF Nanterre/ FRA)
- Stuart Robbins verstorben
- Marcus Smallwood (Kirchheim Knights/ GER)
- Björn Schoo (Phoenix Hagen/ GER)
- Michael Lake (Karriere beendet)
- David Arigbabu (Karriere beendet)